# Medionidus simpsonianus
Medionidus simpsonianus és una espècie de mol·lusc bivalve de la família Unionidae que es troba als Estats Units: conca del riu Ochloknee (Florida i Geòrgia). Viu en rierols mitjans i grans (incloent-hi saltants) de corrent moderat i de fons sorrencs i amb grava.

## Descripció
- Fa 55 mm de longitud.
- Closca de color marró clar a verd groguenc.
- Nacre de color blanc blavós.[3]